# Culion
Culion ist eine philippinische Insel (englisch Culion Island) und gleichzeitig Stadtgemeinde in der Provinz Palawan. Sie hat 20.139 Einwohner (Zensus 1. August 2015).
Hier gibt es Vorkommen des seltenen Calamian-Hirschs. In der Gemeinde ist das Loyola College of Culion und ein Campus der Western Philippines University angesiedelt.

## Baranggays
Culion ist politisch in 13 Baranggays unterteilt.
- Balala
- Baldat
- Binudac
- Culango
- Galoc
- Jardin
- Libis
- Luac
- Malaking Patag
- Osmeña
- Tiza
- Pescadores
- Chindonan